# Великий алтарь Геркулеса
Великий алтарь Геркулеса (лат. Ara Maxima Herculis) ― самое древнее культовое сооружение в Риме, посвящённое Геркулесу.  
Алтарь находился на территории Большого цирка со стороны Бычьего форума, примерно на месте нынешней церкви Санта-Мария-ин-Козмедин, в пределах священных границ померия ― и это несмотря на то, что культ по своему происхождению был греческим. Алтарь был посвящён в честь Hercules invictus («Геркулеса непобедимого»). Согласно одной из легенд, алтарь был основан древнегреческим героем Эвандром, однако также есть и другая традиция, которая гласит, что алтарь установил сам Геркулес в память о том, что он победил на этом месте гиганта Какуса.
Во II веке до н.э. на территории Бычьего форму был возведён полноценный Храм Геркулеса. При раскопках на форму археологами был найден ряд надписей, посвященных Геркулесу Непобедимому, однако доподлинно неизвестно, относятся ли они к алтарю, храму или обоим культовым объектам сразу.
Во время великого пожара Рима в 64 г. н.э. алтарь Геркулеса был разрушен. Позднее он был восстановлен и все ещё существовал в IV веке. Части алтаря, вероятно, сохранились благодаря тому, что на месте святилища была возведена церковь Санта-Мария-ин-Козмедин в VI веке.